# Иоанн Бакинский
Иоанн Бакинский (настоящее имя Иван Ильич Ганчев; 1878, Сима, Владимирская губерния — 20 октября (2 ноября 1937), поселок Долинка, Карагандинская область) — священник Русской православной церкви, иерей; настоятель Собора Рождества Пресвятой Богородицы в Баку.

## Биография
Родился в 1878 году в селе Сима Юрьевского уезда Владимирской губернии. Окончил Петроградскую духовную семинарию. Обучаясь в семинарии, будущий батюшка, очень любивший живопись, посещал художественные курсы.
Окончив духовную семинарию, Иоанн Ганчев в 1910 году был рукоположён в священный сан и по благословению священноначалия направился для прохождения пастырского служения в Азербайджан. В первое время своего пребывания в Азербайджане отец Иоанн нёс послушание настоятеля церкви в честь Боголюбской иконы Божией Матери села Александровка Кубинского уезда Бакинской губернии. В 1911 году указом епископа Бакинского Пимена (Пегова) назначен настоятелем собора Рождества Богородицы в Баку.
С началом гонений на церковь вынужден был покинуть Баку и перебраться с семьёй к брату, работавшему нотариусом в Ленкорани.
После смерти священника храма в честь иконы Божией Матери «Всех скорбящих радости» села Пришиб близ Ленкорани, отца Алексия Пономарёва, отец Иоанн был назначен настоятелем этого храма.
20 марта 1933 года отец Иоанн по ложному обвинению был арестован. 10 сентября «за контрреволюционную и шпионскую деятельность» и «намерение к нелегальному уходу за границу — в Персию из АзССР» отец Иоанн был осуждён коллегией ОГПУ (по статье 58 Уголовного кодекса п. 6, 10, 12) и выслан в Казахстан сроком на пять лет.
В марте 1936 года, по окончании ссылки в город Чимкент, возвращался в Баку, где проживала его семья. По пути следования он был арестован, направлен в Чимкент и там вновь осуждён постановлением НКВД на три года. Направлен в Карлаг для заключенных.
19 сентября 1937 года арестован: «…возглавил группу верующих, бывших священников, проводил службы, где распространял своё настроение против советского правительства». В предъявленном обвинении виновным себя не признал. Решением тройки УНКВД по Карагандинской области от 31 октября 1937 года священник Иоанн Ганчев был приговорён к расстрелу. Приговор приведён в исполнение 2 ноября 1937 года. Погребён в братской могиле на старом кладбище посёлка Долинка Карагандинской области.

## Канонизация
Прославлен в лике новомучеников и исповедников Российских XX века Юбилейным Архиерейским Собором Русской Православной Церкви 2000 года (чин канонизации был совершён 20 августа 2000 года). Память совершается 2 ноября по юлианскому календарю